# Fürstenhof (Hannover)

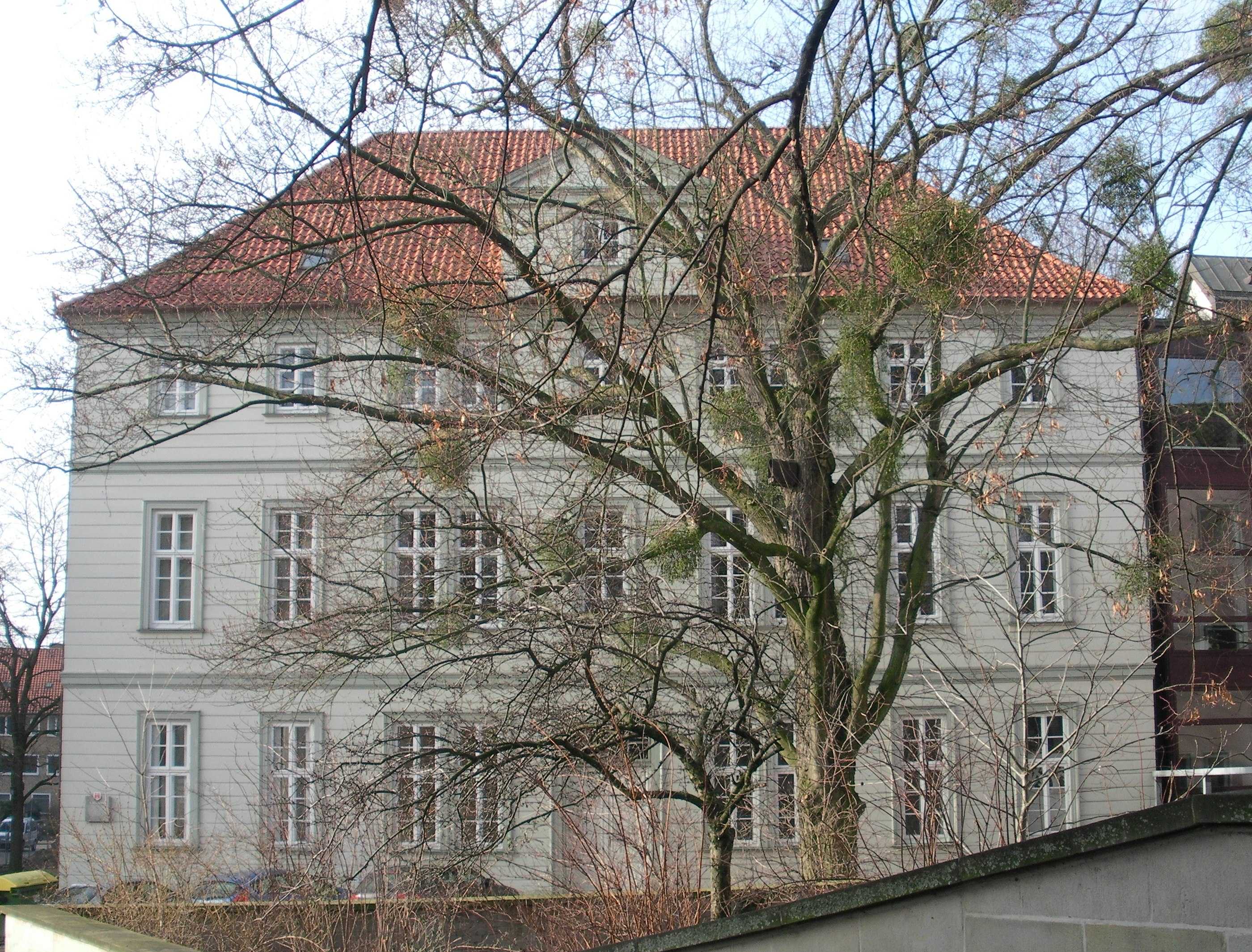
Fürstenhof

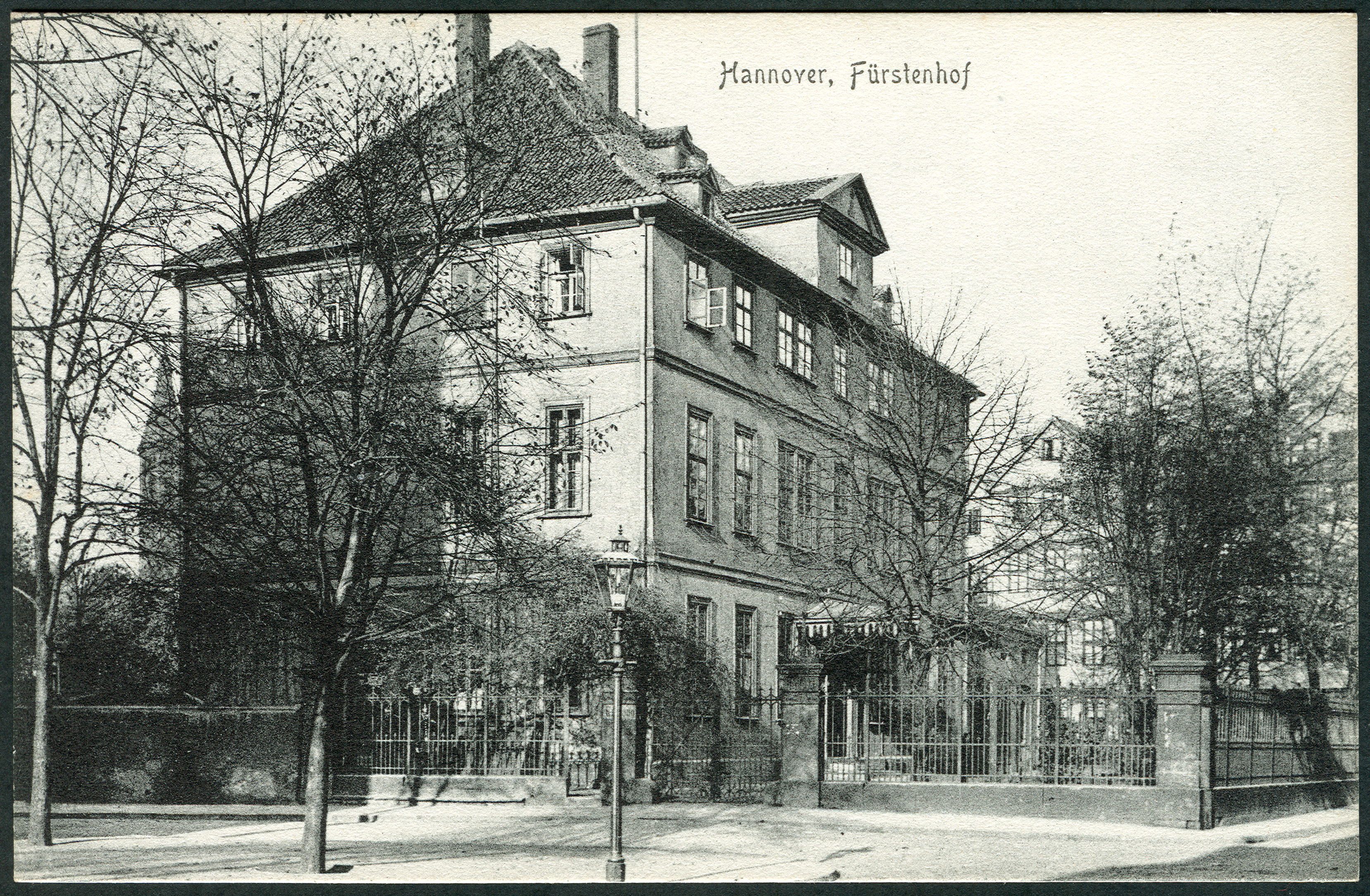
Der ehemals eingefriedete Fürstenhof an der ehemaligen Langen Straße der Calenberger Neustadt,
Ansichtskarte Nr. 951 von F. Astholz jun., um 1900

Der Fürstenhof ist ein historisches Gebäude im hannoverschen Stadtteil Calenberger Neustadt. Es beherbergt heute Dienststellen des Landeskirchenamts Hannover der Evangelisch-lutherischen Landeskirche Hannovers.
Es ist nicht zu verwechseln mit dem Fürstenhaus Herrenhausen in Hannover-Herrenhausen.

## Geschichte
Das Gebäude wird nach seinem früheren Besitzer Ernst August von Hannover, Bischof von Osnabrück, auch als Osnabrücker Hof bezeichnet. Errichtet wurde der überputzte Fachwerkbau mit drei Vollgeschossen über einem massiv überwölbten Kellergeschoss und Walmdach 1673 für den Geheimen Sekretär und Landrentmeister Jonas von Rettberg. 1714 erwarb es Herzog Ernst August, der es bei seinen Aufenthalten in Hannover als Wohnsitz nutzte. 1737 wohnte hier der braunschweig-lüneburgische Minister Gerlach Adolph von Münchhausen, der Mitgründer der Georg-August-Universität Göttingen.
Das heutige Gebäude war seit 1755 Gästehaus des Hofes. 1817/18 erfolgte ein Umbau durch Georg Ludwig Friedrich Laves. 1818/19 diente es dem Herzog von Clarence, später dem Kronprinzen Georg als Wohnsitz. Erst seit 1822 wird das Haus als „Fürstenhof“ bezeichnet. 1845 wurde in ihm der letzte hannoversche Kronprinz Ernst August geboren. Ab 1855 wurde es durch die Militärverwaltung für die Geschäfte der Generaladjutantur genutzt. Nach dem Ersten Weltkrieg war es Offizierswohnhaus, ab 1943 durch eine Sanitätsabteilung und die Städtische Planungsstelle, 1945 bis 1949 durch eine Pharmazeutische Fabrik und von 1949 bis 1954 durch die Geschäftsstelle der Kraftfahrzeug-Verkehrsgesellschaft belegt.
Bis nach dem Zweiten Weltkrieg befand sich das Haus im Besitz der Stadt Hannover. 1954 wurde das bis dahin freistehende und durch die Luftangriffe auf Hannover nur wenig beschädigte Gebäude an die Evangelisch-lutherische Landeskirche veräußert, die es mit dem in unmittelbarer Nachbarschaft an der Roten Reihe errichteten Landeskirchenamt verband. 1957 wurde es durch das Amt für Bau- und Kunstpflege der Landeskirche und die Kammer für kirchliche Kunst bezogen. Heute beherbergt es unter anderem das Landbüro und die Bibliothek des Landeskirchenamts.